# Tempesta Erwin

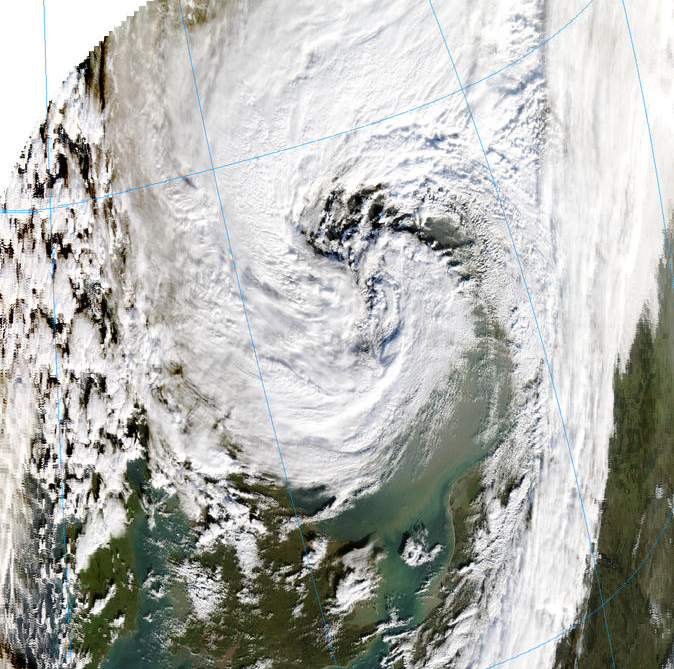
La tempesta Erwin (o Gudrun) dell'8 gennaio 2005

Erwin è stata una potente tempesta che ha colpito Danimarca e Svezia l'8 gennaio 2005. Il nome Erwin è stato scelto dal Servizio Meteorologico Tedesco, mentre la tempesta è stata nominata Gudrun dall'Istituto Meteorologico Norvegese, che è anche stato il nome utilizzato in Svezia. I venti hanno raggiunto i 126 km/h, con raffiche di 165 km/h, la stessa forza di un uragano di categoria 1. Almeno 22 persone sono morte a causa della tempesta.
Erwin ha causato notevoli danni finanziari in Svezia, dove l'industria forestale ha sofferto per gli alberi danneggiati, come più di 75.000.000 metri cubi di alberi abbattuti nel sud del paese.

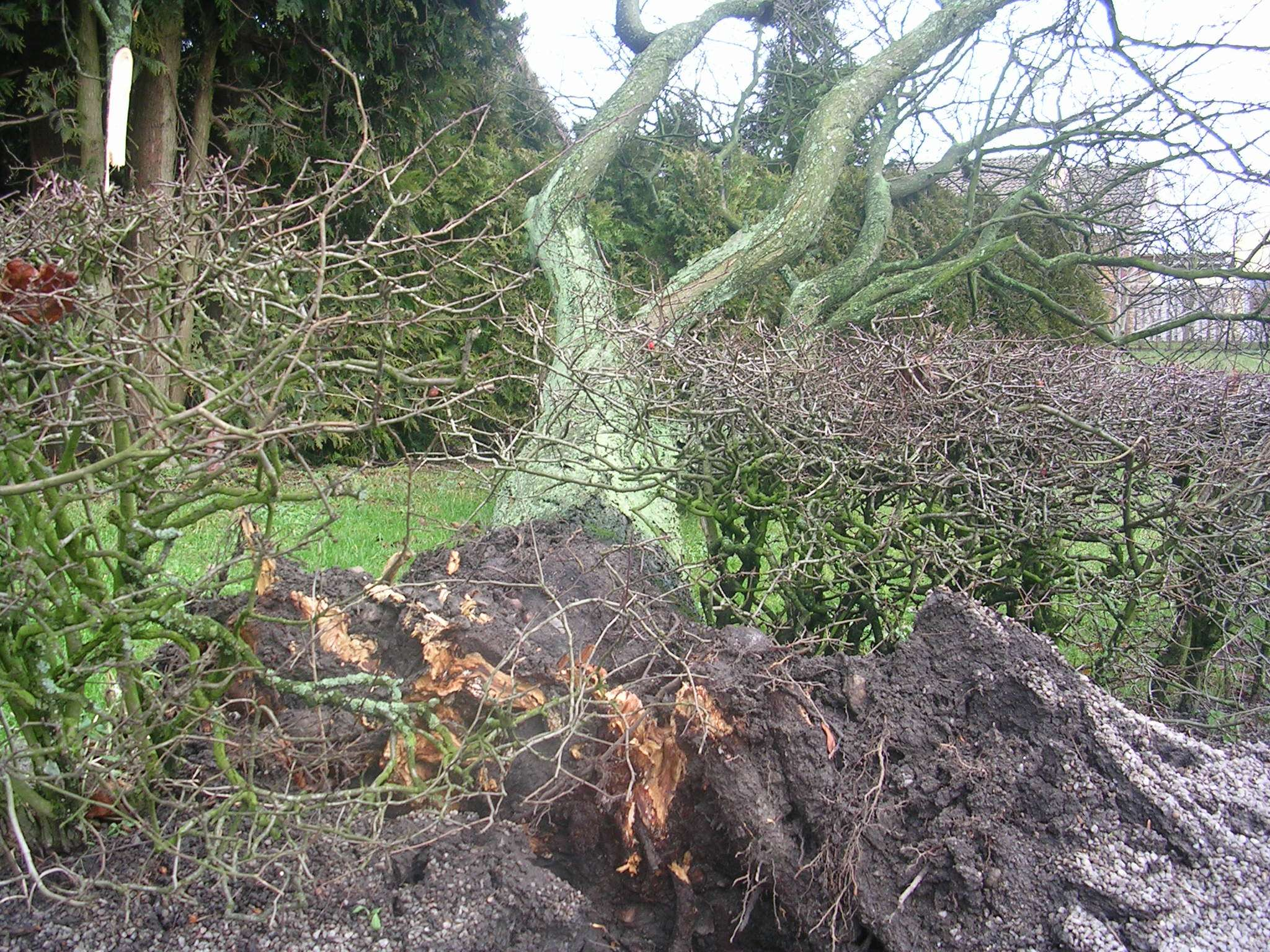
Alberi abbattuti in Svezia da Erwin

Circa 341.000 case sono state danneggiate in Svezia e diverse migliaia di queste sono rimaste senza corrente elettrica per molti giorni e anche settimane, come circa 10.000 abitazioni sono rimaste senza elettricità per tre settimane. Il numero delle vittime in Svezia è stato di 18 vittime. Ciò rende Erwin uno dei più grandi disastri ambientali della storia svedese, mentre quattro persone sono morte in Danimarca.